# Vindolanda
Vindolanda era un forte di truppe ausiliarie costruito dai Romani in Britannia per ordine di Gneo Giulio Agricola nel 79.

## Descrizione
Dopo la conquista della Britannia del nord, sorse la necessità di difendere i nuovi confini e così venne costruita una muraglia da costa a costa. Il castrum di Vindolanda è ubicato a circa due chilometri dalla parte meglio conservata del Vallo di Adriano, in Northumbria. Di fatto serviva a vigilare sulla Stanegate, strada che andava dal Tyne al Solway Firth. Dagli scavi archeologici emerse che il forte venne ricostruito molte volte. Da questo forte provengono delle tavolette scritte in antico corsivo romano da cui emergono molti interessanti dettagli sulla vita delle guarnigioni delle zone di frontiera. Gli scavi archeologici in questo sito iniziarono negli anni trenta del XX secolo.